# Ми-14
Ми-14 (изделие «140», машина В-14, по кодификации НАТО: Haze — «Дымка, лёгкий туман») — морской многоцелевой вертолёт-амфибия берегового базирования, разработанный в ОКБ М. Л. Миля.
Серийное производство организовано в конце 1973 года на заводе № 387 в Казани. В 1973—1986 годах было изготовлено 273 вертолёта Ми-14.

## История создания
В середине 1960-х годов Военно-морской Флот СССР ощутил острую необходимость в специализированном противолодочном вертолёте, построенном на основе хорошо зарекомендовавшей себя машины. Им стал Ми-14, созданный на базе вертолёта Ми-8. Основные модификации Ми-14ПЛ — противолодочный, Ми-14ПС — поисково-спасательный, Ми-14БТ — буксировщик — тральщик.

## Конструкция
Фюзеляж Ми-14 выполнен по типу «амфибия» с двумя надувными поплавками бочкообразной формы по бокам (баллонетами), объёмом 4 м³. В процессе работ по теме конструкция Ми-8 претерпела существенные изменения — по сути спроектирован новый вертолёт с более мощными двигателями ТВ3-117М (2200 л. с.), новым главным редуктором ВР-14, ВСУ Аи-9. Рулевой винт перенесён на левую сторону (в отличие от Ми-8), что увеличило его эффективность. На вертолёте убираемое 4-стоечное шасси. Топливо размещается в трёх группах баков общей ёмкостью 3240 л. При установке одного дополнительного бака ёмкость возрастает до 3685 л.
Оборудование вертолёта также претерпело значительные изменения. На противолодочном Ми-14ПЛ установлены РЛС «Инициатива 2-М», опускаемая гидроакустическая станция «Ока-2», магнитный обнаружитель АПМ-60 «Орша», КВ радиостанция Р-842М, УКВ радиостанция Р-860, радиовысотомер РВ-З, радиокомпасы АРК-9 и АРК-У2, доплеровский измеритель ДИСС-15, автопилот АП-34Б, система автоматического управления САУ-14. Торпеды и глубинные бомбы, которыми вооружён вертолёт, могут быть размещены как на наружной подвеске, так и в грузовом (оружейном) отсеке.
В противолодочном варианте вертолёты работают парой. Один вертолёт выполняет поисковые задачи и загружается гидроакустическими буями РГБ-НМ (36 шт), а второй вертолёт является ударным и загружается противолодочным оружием — торпедой АТ-1М.
Ми-14ПС несёт 10 спасательных плотов на 20 мест каждый, спасательную лебёдку, способную одновременно поднять трёх человек, оснащён прожекторами. Также этот вертолёт может применяться для транспортировки грузов на внешней подвеске, высадки морских десантов и просто для транспортных перевозок. Для повышения дальности полёта в пассажирской кабине могут устанавливаться два дополнительных топливных бака.
Ми-14БТ предназначен для траления акваторий от мин и обеспечивает буксировку контактных и неконтактных тралов разных типов, шнуроукладчика и буксируемых шнуровых зарядов. Вертолёты буксируют трал парой или одиночно, в зависимости от типа трала.
Вертолёты Ми-14 — единственные отечественные полноценные вертолёты-амфибии, которые действительно могут свободно садиться, рулить и взлетать с водной поверхности.
Удачные конструктивные решения, разработанные для Ми-14, в дальнейшем использовались на других вертолётах: Ми-8МТ, Ми-24.

## Современная ситуация
В настоящий момент с вооружения Российского ВМФ сняты, но эксплуатируются в Польше, где прошли модернизацию. Ещё 4 Ми-14 используются Украиной и как минимум 1 в Грузии.
Весной 2015 года источники в авиастроительной отрасли сообщили о том, что планируется возобновление производства вертолёта Ми-14 на Казанском вертолётном заводе. Предполагается, что вертолёт подвергнется глубокой модернизации и будет применяться как в военной, так и гражданской сферах.
В ходе Международного военно-морского салона 2 июля 2015 года, холдинг «Вертолёты России» представил проект возобновления производства вертолёта Ми-14. Отмечается, что производство вертолёта может быть возобновлено в случае интереса к вертолёту со стороны возможных заказчиков. Отмечается, что в случае положительного решения по проекту Ми-14 будет модернизирован с применением современных разработок.
Как ожидалось, в течение 2019 года как минимум три вертолёта модификации Ми-14ПСМ поступят на вооружение Каспийского флота ВМФ Российской Федерации.

## Модификации
| Название модели                           | Краткие характеристики, отличия.                                  |
| ----------------------------------------- | ----------------------------------------------------------------- |
| В-14                                      | Опытный образец.                                                  |
| Ми-14БТ                                   | Буксировщик минных тралов.                                        |
| Ми-14ГП                                   | Грузопассажирская версия.                                         |
| Ми-14П                                    | 24-местная пассажирская версия.                                   |
| Ми-14ПЖ «Элиминатор»                      | Противопожарный вертолёт на базе Ми-14БТ.                         |
| Ми-14ПЛ                                   | Военный противолодочный вертолёт.                                 |
| Ми-14ПЛМ                                  | Модернизированный Ми-14ПЛ.                                        |
| Ми-14ПЛЭ (также имеет обозначение Ми-14Э) | Экспортная версия Ми-14ПЛ.                                        |
| Ми-14PW                                   | Польская версия Ми-14ПЛ.                                          |
| Ми-14ПС                                   | Поисково-спасательный вертолёт.                                   |
| Ми-14ПСМ                                  | Модернизированный вариант поисково-спасательной версии вертолёта. |

## Тактико-технические характеристики
Приведённые характеристики соответствуют модификации Ми-14ПЛ.
Источник данных: 

Технические характеристики
- Экипаж: 4
- Длина: 25,24 м
- Длина фюзеляжа: 18,3 м
- Диаметр несущего винта: 21,29 м
- Диаметр рулевого винта: 3,91 м
- Размах крыла:
- Максимальная ширина фюзеляжа: 2,5 м (по поплавкам 3,8 м)
- Высота: 6,93 м
- Площадь, ометаемая несущим винтом:
- База шасси:
- Колея шасси:
- Масса пустого: 8900 кг
- Нормальная взлётная масса: 13 400 кг
- Максимальная взлётная масса: 14 500 кг
- Масса топлива во внутренних баках: 2500 кг
- Силовая установка: 2 × турбовальных «Климов» ТВЗ-117М
- Мощность двигателей: 2 × 2000 л. с. (на взлётном режиме)
  - на чрезвычайном режиме: 2×2200 л. с.
  - на крейсерском режиме: 2×1500 л. с.

Лётные характеристики
- Максимальная скорость: 230 км/ч
- Крейсерская скорость: 210 км/ч
- Боевой радиус: 200 км
- Практическая дальность: 800 км
- Практический потолок: 4000 м
- Статический потолок: 1600 м
- Максимальная эксплуатационная перегрузка:

Вооружение
- Боевая нагрузка: 2000 кг

## На вооружении
Ми-14 был принят на вооружение и начал поступать в следующие вертолётные части с 1974 года:
- 859-й учебный центр морской авиации (центрального подчинения), аэр. Кача
- 555-й отдельный противолодочный вертолётный полк ЧФ (в дальнейшем переформирован в инструкторско-исследовательский), аэр. Очаков
- 872-й отдельный противолодочный вертолётный полк ЧФ, аэр. Кача
- 841-й отдельный гвардейский противолодочный вертолётный полк ЧФ, аэр. Мериа (Грузинская ССР), переформирован в 863-ю ОПЛВЭ и перебазирована на аэр. Анапа
- 745-й отдельный противолодочный вертолётный полк БФ, аэр. Донское
- 249-я отдельная спасательная авиационная эскадрилья, аэр. Скулте
- 830-й корабельный противолодочный вертолётный полк СФ, аэр. Североморск-2, передислокация на аэр. Североморск-1
- 51-я отдельная противолодочная вертолётная эскадрилья ТОФ, аэр. Новонежино
- 55-я отдельная противолодочная вертолётная эскадрилья ТОФ, аэр. Корсаков (Сахалинская обл.)
- 175-я отдельная корабельная вертолётная эскадрилья противолодочной обороны, аэр. Елизово, передана в состав 317-го отдельного смешанного авиационного полка (там-же)
- 355-я отдельная спасательная авиационная эскадрилья ТОФ, аэр. Майгатка, передана в отряд ПСС 310-го ОПЛАП ДД на аэр. Каменный Ручей.
- 109-й отдельный вертолётный отряд ПСС на аэр. Буревестник (о. Итуруп)
- вертолётный отряд в составе 169-го смешанного авиационного полка ТОФ, аэр. Камрань
- 959-й учебный авиационный полк (Ейское ВВАУЛ) вертолётный отряд ПСО, аэр. Ейск
- 113-й отдельный вертолётный полк, г. Троицк
- 118-я отдельная вертолётная эскадрилья, аэр. Чебеньки
- 82-й вертолётный отряд ПСО ГУКОС, аэр. Аральск

Как видно из списка, Ми-14 в спасательном варианте поступали не только в части советского ВМФ, но и другие авиационные подразделения, где несли дежурство в системе поисково-спасательного обеспечения (ПСО).
До 1991 года вертолёты поставлялись на экспорт в Болгарию, Вьетнам, Польшу, Кубу, КНДР, Ливию, Сирию, ГДР, Югославию и Йемен было поставлено около 150 Ми-14. Некоторое количество Ми-14 было реэкспортировано впоследствии в Эфиопию.

### Состоит на вооружении
- Грузия — 2 Ми-14ПС, по состоянию на 2023 год.[6]
- Коморы — 2 Ми-14ПЖ, по состоянию на 2023 год.[7] Поставлены Украиной. Участвовали в операции на острове Ндзуани в 2008 году.
- Польша — 8 Ми-14ПЛ, по состоянию на 2023 год.[8] Авиация ВМС Польши получила 12 Ми-14Э и 5 Ми-14ПС в 1982-85 годах. Они вошли в состав базирующейся в Дарлове 29-й эскадры (соответствует эскадрилье), входившей тогда в 16-й вертолётный полк, который в настоящее время переформирован во 2-й авиадивизион;
- Республика Конго — 1 Ми-14, эксплуатируется в ВМС РК с 2019 года[9].
- Сирия — 5 Ми-14, по состоянию на 2023 год.[10]
- Украина — 2 Ми-14ПЛ, по состоянию на 2023 год.[11][12]

### Состоял на вооружении
- Болгария — в 1979—1980 годах Болгария получила из СССР 6 Ми-14ПЛ, один из которых разбился в январе 1986 года. В 1990 году было приобретено ещё 3 подержанных Ми-14ПЛ. В 1983 году на вооружение отдельной вертолётной эскадрильи поступило 2 вертолёта-тральщика Ми-14БТ, один из них был списан в 1985 году, со второго сняли тральное оборудование, после чего вертолёт использовался как транспортный. К 2001 году пригодными к полётам осталось четыре Ми-14ПЛ, два из которых прошли ремонт в 2000 году, с целью продления ресурса до 2007—2008. В настоящий момент ожидается замена Ми-14ПЛ на недавно приобретённые AS.565MB Panther, которые будут поставлены в 2010—2011 годах[13][14]. В 2013 году полностью сняты с вооружения;
- Вьетнам
- ГДР — Фольксмарине (ВМС ГДР) в 1979 году получили 9 Ми-14Э и 6 Ми-14БТ. Они поступили на вооружение морской вертолётной эскадры MHG-18 «Курт Бартель», базировавшейся на аэродроме Паров. Так как со времён второй мировой войны в водах Балтики сохранилось немало мин, то немецким Ми-14БТ регулярно приходилось заниматься их тралением. После объединения Германии Вооружённые силы бывшей ГДР прекратили своё существование. На базе MHG-18 была создана новая группа, вошедшая в состав Бундесмарине. Непродолжительное время все шесть Ми-14БТ продолжали использоваться в качестве транспортных и поисково-спасательных, а один Ми-14Э — как учебно-тренировочный. Остальные вертолёты были законсервированы. 20 декабря 1991 г. эксплуатация Ми-14 в Бундесмарине прекратилась. Два вертолёта немцы продали в США, где они прошли тщательные испытания. Ещё 9 машин в 1993 году приобрела фирма «Аэротек», а остальные 3 были переданы музеям;
- Йемен — 2 Ми-14, по состоянию на 2013 год;
- КНДР
- Куба — 5 Ми-14 на хранении, по состоянию на 2016 год[15].
- Ливия — более 1 Ми-14, по состоянию на 2016 год, используются как транспортные вертолёты[16]. В 1981 была приобретена партия из 16 вертолётов Ми-14Э. Позже закуплена ещё одна партия из 16 Ми-14Э;
- СССР — стоял на вооружении вплоть до распада страны в 1991 году;
  -  Россия — 20 Ми-14 и 40 Ми-14ПС, по состоянию на 2016 год[17]
- Югославия — в 1980 году приняты на вооружение, закуплено 4 шт. Ми-14ПЛ. 28 апреля 1999 года последние три Ми-14ПЛ были уничтожены на аэродроме во время бомбардировок НАТО[18].
- Эритрея — достались от Эфиопии, списаны.
- Эфиопия — стояли на вооружении вплоть до отделения Эритреи и потери выхода к морю.

## Вертолёты-памятники и музейные экспонаты
| Тип   | Бортовой номер | Местонахождение                       | Изображение |
| ----- | -------------- | ------------------------------------- | ----------- |
| Ми-14 | 53             | Государственный музей авиации Украины |             |
| Ми-14 | 54             | Государственный музей авиации Украины |             |

## Происшествия
| Дата       | Бортовой номер | Место катастрофы       | Жертвы | Краткое описание |
| ---------- | -------------- | ---------------------- | ------ | --- |
| 07.07.1977 | н.д.           | Балтийское море        | 0/н.д. | Из-за ошибки бортмеханика, вместо того, чтобы повернуть рукоятки клапанов перепуска топлива, он закрыл расположенные рядом стоп-краны двигателей. Вертолёт упал в море с высоты 600 м. Экипаж покинул борт и не пострадал. Вертолёт был поднят и списан. |
| 15.06.1983 | н.д.           | Дарлово                | 3/5    | Во время взлёта столкнулся с птицами и разбился. |
| 15.08.1984 | 638            | Штрелазунд             | 1/н.д. | Упал в воду. |
| 10.05.1987 | 1015           | Кутно                  | 0/н.д. | Во время посадки зацепил деревья и перевернулся. |
| 25.12.1987 | 11353          | Дивулье                | 1+0/2  | Перевернулся во время испытаний после проведения технического обслуживания. |
| 15.11.1988 | 1014           | озеро Буково           | 0/н.д. | Упал в воду при взлёте ночью. |
| 14.09.1994 | 1004           | Дарлово                | 0/н.д. | Неудачная посадка на воду. |
| 11.05.2006 | RF-24737       | Анивский залив         | 1/13   | В Анивском заливе Охотского моря во время совместных российско-японских учений по оказанию помощи терпящим бедствие судам и ликвидации разливов нефти вертолёт МИ-14ПС не смог взлететь с водной поверхности и перевернулся. На борту находились 5 членов экипажа, 7 спасателей и один тележурналист. Все они были подняты из воды, однако один из членов экипажа получил тяжёлые травмы и позже скончался. |
| 22.03.2015 | 2393           | Идлиб                  | 0/6    | Вертолёт разбился после технической неисправности. Непосредственно в результате крушения никто не погиб, но четверо пассажиров были захвачены боевиками, один член экипажа был застрелен, а судьба шестого члена экипажа неизвестна. |
| 22.04.2016 | LC1417         | вблизи Эль-Байда       | 3/6    | Разбился при посадке. |
| 07.05.2022 | н/д            | Акватория Чёрного моря | н/д    | Сбит истребителем РФ За штурвалом этого вертолета погиб Герой Украины, полковник Игорь Бездай. |